# New York Film Critics Circle Awards 1977
La 43ª edizione della cerimonia dei New York Film Critics Circle Awards, annunciata il 21 dicembre 1977, si è tenuta il 29 gennaio 1978 ed ha premiato i migliori film usciti nel corso del 1977.

## Vincitori e candidati

### Miglior film
- Io e Annie (Annie Hall), regia di Woody Allen
- Quell'oscuro oggetto del desiderio (Cet obscur objet du désir), regia di Luis Buñuel
- Incontri ravvicinati del terzo tipo (Close Encounters of the Third Kind), regia di Steven Spielberg

### Miglior regista
- Woody Allen - Io e Annie (Annie Hall)
- Luis Buñuel - Quell'oscuro oggetto del desiderio (Cet obscur objet du désir)
- Steven Spielberg - Incontri ravvicinati del terzo tipo (Close Encounters of the Third Kind)

### Miglior attore protagonista
- John Gielgud - Providence
- Fernando Rey - Quell'oscuro oggetto del desiderio (Cet obscur objet du désir)
- John Travolta - La febbre del sabato sera (Saturday Night Fever)

### Miglior attrice protagonista
- Diane Keaton - Io e Annie (Annie Hall)
- Shelley Duvall - Tre donne (3 Women)
- Diane Keaton - In cerca di Mr. Goodbar (Looking for Mr. Goodbar)

### Miglior attore non protagonista
- Maximilian Schell - Giulia (Julia)
- Bill Macy - L'occhio privato (The Late Show)
- David Hemmings - Isole nella corrente (Islands in the Stream)

### Miglior attrice non protagonista
- Sissy Spacek - Tre donne (3 Women)
- Vanessa Redgrave - Giulia (Julia)
- Donna Pescow - La febbre del sabato sera (Saturday Night Fever)

### Miglior sceneggiatura
- Woody Allen e Marshall Brickman - Io e Annie (Annie Hall)
- Luis Buñuel e Jean-Claude Carrière - Quell'oscuro oggetto del desiderio (Cet obscur objet du désir)